# 気比氏治
気比 氏治（けひ うじはる）は、鎌倉時代後期から南北朝時代の武将。

## 経歴・人物
越前氣比神宮の大宮司。越前金ヶ崎城主。建武3年/延元元年（1336年）の湊川の戦いののち、後醍醐天皇の皇子恒良親王を奉じた新田義貞が越前金ヶ崎城に下向すると、これを迎え入る。翌年の建武4年/延元2年（1337年）金ヶ崎の戦いが勃発すると金ヶ崎城は兵糧攻めに遭い、同年3月6日、尊良親王・藤原行房、新田義顕、子の気比斎晴、義弟の瓜生保、瓜生義鑑房、里見時成、里見義氏 、由良具滋、長浜顕寛、武田与一らと共に自害した。